# Scalpo (gioco)
Lo scalpo, o lotta allo scalpo (in inglese tails, ovvero "code"), è un gioco per ragazzi tipico dello scautismo.

## Regole
Il gioco consiste nell'infilare il proprio fazzolettone (o un altro pezzo di stoffa) nella cintura o nei pantaloni, e cercare di togliere il fazzolettone (ovvero lo "scalpo") degli avversari senza far prendere il proprio.
Baden-Powell, il fondatore dello scautismo, ha descritto questo gioco nel suo libro Giochi scout mettendo l'accento sull'abilità necessaria per «strisciare dietro a uno scout nemico e afferrare il suo scalpo prima che vi scopra».
Il gioco dello scalpo può avvenire in due maniere differenti: il primo al tocco o alla "francese", dove i due avversari prima di scalparsi si devono toccare. Il secondo alla bastarda dove si può scalpare senza che l'avversario se ne accorga.

## Utilizzo moderno
Oltre all'utilizzo molto frequente come uno dei più diffusi giochi scout, lo scalpo è uno degli elementi del gioco dello scoutball (chiamato non a caso anche "pallascalpo"): in esso un giocatore può togliere la palla all'avversario scalpandolo, ovvero prendendo il suo fazzolettone infilato nella cintura.